# Spear-Point-Klinge

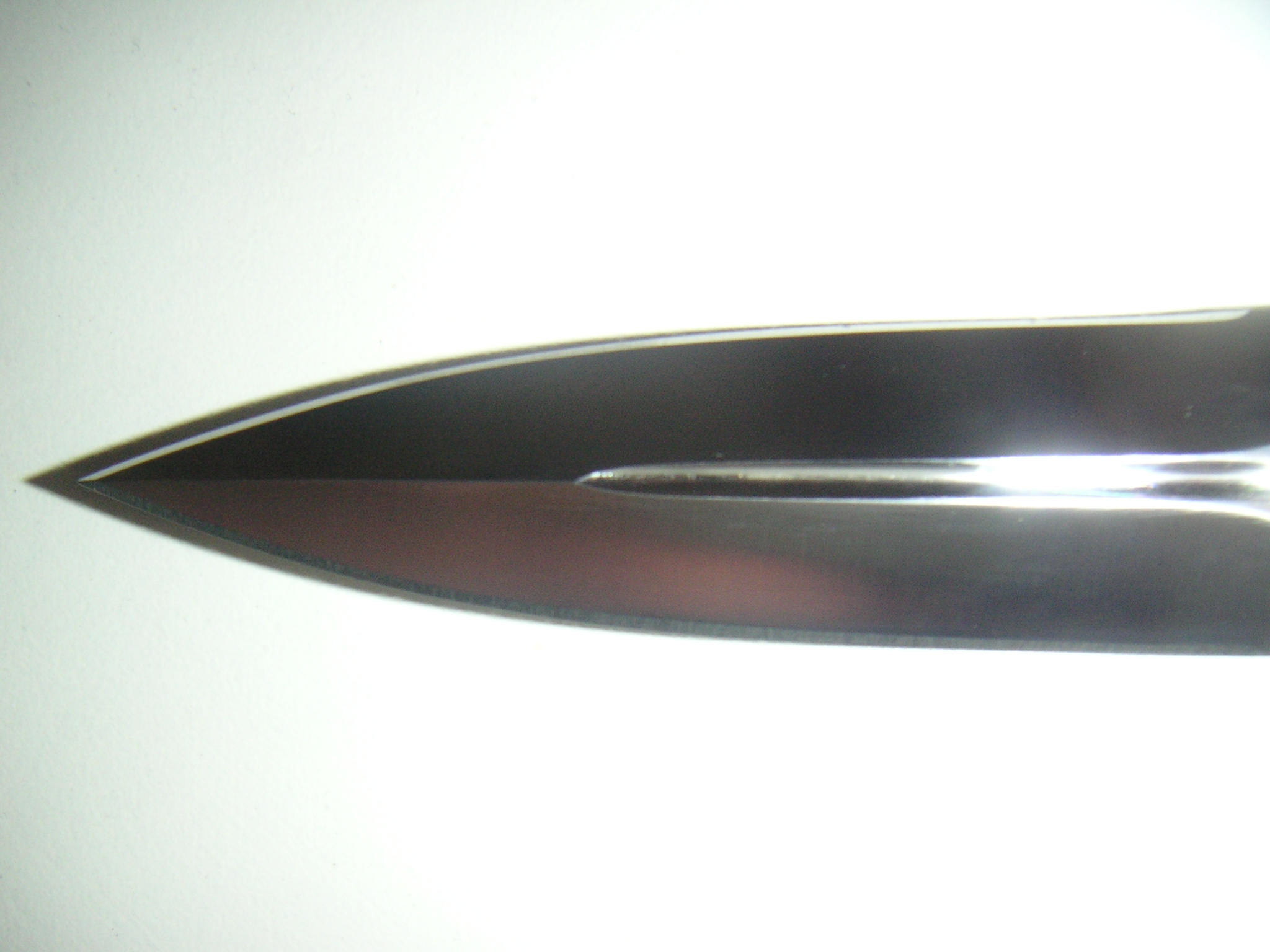
Spear-Point-Klinge

Eine Spear-Point-Klinge ist eine Messerklinge mit symmetrischer Form.
Der Klingenrücken kann dabei eine Fehlschärfe aufweisen, oder die Klinge ist, wenn es sich um einen Dolch handelt, zweischneidig. In beiden Fällen liegt die Klingenspitze auf der Längsachse der Klinge.